# Gaidropsarus guttatus
A Gaidropsarus guttatus a csontos halak (Osteichthyes) főosztályának a sugarasúszójú halak (Actinopterygii) osztályába, ezen belül a tőkehalalakúak (Gadiformes) rendjébe és a Lotidae családjába tartozó faj.

## Előfordulása
A Gaidropsarus guttatus elterjedési területe az Atlanti-óceán keleti részén levő szigetcsoportok vizei: Kanári-, Madeira- és Azori-szigetek.

## Megjelenése
Legfeljebb 26 centiméter hosszú.

## Életmódja
Trópusi halfaj, amely a nyílt tenger fenekén él. 5-10 méteres mélységben található meg. Nem vándorol. Néha az árapály által létrehozott parti tavakban is megtalálható. Tápláléka tízlábú rákokból és algákból áll.